# Hoçisht
Hoçisht is een plaats en voormalige gemeente in de stad (bashkia) Devoll in de prefectuur Korçë in Albanië. Sinds de gemeentelijke herindeling van 2015 doet Hoçisht dienst als deelgemeente en is het een bestuurseenheid zonder verdere bestuurlijke bevoegdheden. De plaats telde bij de census van 2011 4.461 inwoners.

## Bevolking

### Religie
De grootste religie in Hoçisht is de (soennitische) islam. Deze religie werd in 2011 beleden door 3.322 personen, oftewel 74,47% van de bevolking.
| Plaats  | Bevolking (2011) | Islam (%)      | Katholiek (%) | Orthodox (%) | Bektashisme (%) |
| ------- | ---------------- | -------------- | ------------- | ------------ | --------------- |
| Hoçisht | 4.461            | 3.322 (74,47%) | 53 (1,19%)    | 445 (9,98%)  | 1 (0,02%)       |